# Мольфар (фільм, 2004)
«Мольфар» — другий документальний фільм 2004 року з етнографічно-екологічного циклу «Карпатські ознаки».
Фільм створений за підтримки офісу радника з питань сільського господарства та природи посольства Королівства Нідерландів в Україні.

## Зміст

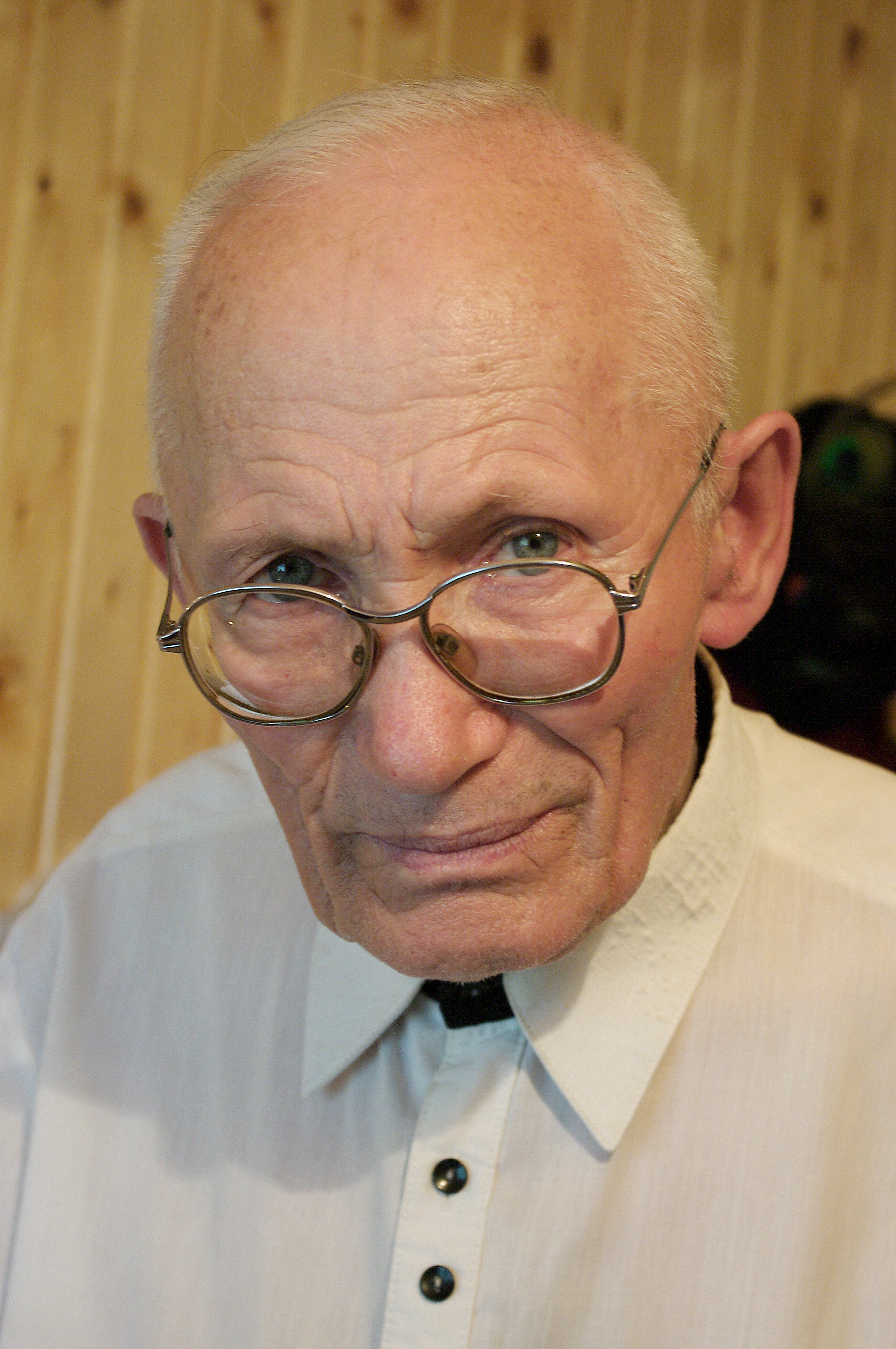
Михайло Нечай. 2009

У відеофільмі мольфар Михайло Нечай (1930—2011) розповідає про карпатські лікувальні рослини та традиційне поводження з ними. Про потребу збереження природних багатств Карпат. Про силу гуцульської музики, яка своїми вібраціями зцілює зіпсуті духовні і фізичні механізми людини.

## Нагороди
У жовтні 2005 року фільм «Мольфар» здобув третє місце на Всеукраїнському телевізійному конкурсі «Відкрий Україну!» у номінації «Природа України».